# New York Knicks 1962-1963
La stagione 1962-63 dei New York Knicks fu la 17ª nella NBA per la franchigia.
I New York Knicks arrivarono quarti nella Eastern Division con un record di 21-59, non qualificandosi per i play-off.

## Roster
| N° | Naz.                   | Ruolo | Sportivo          | Anno | Alt. | Peso |
| -- | ---------------------- | ----- | ----------------- | ---- | ---- | ---- |
| 3  | Stati Uniti (bandiera) | G     | Al Butler         | 1938 | 188  | 79   |
| 5  | Stati Uniti (bandiera) | AC    | Gene Conley       | 1930 | 203  | 102  |
| 6  | Stati Uniti (bandiera) | GA    | Tom Gola          | 1933 | 198  | 93   |
| 6  | Stati Uniti (bandiera) | AC    | Willie Naulls     | 1934 | 198  | 102  |
| 7  | Stati Uniti (bandiera) | A     | Jack Foley        | 1939 | 191  | 77   |
| 8  | Stati Uniti (bandiera) | A     | Tom Stith         | 1939 | 196  | 95   |
| 9  | Stati Uniti (bandiera) | G     | Richie Guerin     | 1932 | 193  | 88   |
| 10 | Stati Uniti (bandiera) | A     | Dave Budd         | 1938 | 198  | 93   |
| 11 | Stati Uniti (bandiera) | AC    | Johnny Green      | 1933 | 196  | 91   |
| 12 | Stati Uniti (bandiera) | AC    | Cleveland Buckner | 1938 | 206  | 95   |
| 14 | Stati Uniti (bandiera) | C     | Paul Hogue        | 1940 | 206  | 109  |
| 18 | Stati Uniti (bandiera) | A     | John Rudometkin   | 1940 | 198  | 93   |
| 19 | Stati Uniti (bandiera) | G     | Donnie Butcher    | 1936 | 188  | 91   |
| 20 | Stati Uniti (bandiera) | A     | Ken Sears         | 1933 | 206  | 90   |
| 21 | Stati Uniti (bandiera) | G     | Gene Shue         | 1931 | 188  | 77   |
| 22 | Stati Uniti (bandiera) | C     | Bevo Nordmann     | 1939 | 208  | 102  |

## Staff tecnico
- Allenatore: Eddie Donovan